# Guglielmo Gabetto
Guglielmo Gabetto (Turín, 24 de febrero de 1916-Turín, 4 de mayo de 1949) fue un futbolista italiano. Se desempeñaba en la posición de delantero. Fue uno de los futbolistas que fallecieron en la Tragedia de Superga.

## Selección nacional
Fue internacional con la selección de fútbol de Italia en 6 ocasiones y marcó 5 goles. Debutó el 5 de abril de 1942, en un encuentro amistoso ante la selección de Croacia que finalizó con marcador de 4-0 a favor de los italianos.

## Clubes
| Club           | País   | Año       |
| -------------- | ------ | --------- |
| Juventus F. C. | Italia | 1934-1941 |
| Torino F. C.   | Italia | 1941-1949 |

## Palmarés

### Campeonatos nacionales
| Título      | Club           | País   | Año     |
| ----------- | -------------- | ------ | ------- |
| Serie A     | Juventus F. C. | Italia | 1934-35 |
| Copa Italia | Juventus F. C. | Italia | 1937-38 |
| Serie A     | Torino F. C.   | Italia | 1942-43 |
| Copa Italia | Torino F. C.   | Italia | 1942-43 |
| Serie A     | Torino F. C.   | Italia | 1945-46 |
| Serie A     | Torino F. C.   | Italia | 1946-47 |
| Serie A     | Torino F. C.   | Italia | 1947-48 |
| Serie A     | Torino F. C.   | Italia | 1948-49 |